# Aspendos
Aspendos (en llatí Aspendus, en grec antic Ἄσπενδος) era una ciutat de Pamfília a la riba del riu Eurimedon a uns 60 estadis de la seva desembocadura. Era suposadament una colònia d'Argos, segons Estrabó.
Tucídides diu que tenia un port, o al menys un lloc on les naus podien arribar pujant pel riu. La ciutat estava situada en un terreny elevat, una muntanya, segons Plini el Vell, des d'on es podia veure el mar, com confirma Pomponi Mela. Al territori hi havia grans plantacions d'olivers.
Trasibul va morir a Aspendos quan era allí per recaptar contribucions i els ciutadans el van sorprendre de nit a la seva tenda, segons Xenofont i Diodor de Sicília. Alexandre el Gran va passar per Aspendos quan marxava cap a Àsia, i la ciutat se li va sotmetre sense lluita mentre preparava el setge, diu Flavi Arrià. Després de la conquesta d'Alexandre, era una ciutat bastant important que va arribar a mobilitzar quatre mil hoplites, explica Polibi. Es va integrar al Regne de Pèrgam.
Gneu Manli quan va marxar contra Galàcia des de Termesos va rebre una contribució en diners de la ciutat i d'altres ciutats de Pamfília.
Les seves ruïnes s'ubiquen al districte de Serik, Província d'Antalya, en l'actual Turquia. Aspendos és conegut per tenir el teatre de l'antiguitat més ben conservat dels que existeixen. Amb un diàmetre de 96 metres tenia una capacitat per a 12.000 espectadors.